# Historia de Manizales
El lugar donde actualmente se encuentra la ciudad, fue habitada alguna vez por varios indígenas, los más reconocidos son los Quimbayas, a la llegada de los españoles estos fueron desapareciendo, y el territorio se fue anexando a Antioquia, en 1842 la colonización Antioqueña llega a la ciudad y más tarde se funda, y comienza su vida histórica, en el siglo XX, se crea el departamento de Caldas, y Manizales queda como su capital, posteriormente llegaría el ferrocarril de Caldas y después el Cable Aéreo Manizales-Mariquita, la ciudad es impactada por varios desastres. incendios, terremotos y la erupción del Nevado del Ruiz, (que solo la dejó incomunicada), la ciudad se reconstruyó después de estos desastres hasta quedar como hoy se conoce.

## Pobladores indígenas
En la zona donde hoy se asienta Manizales estuvo habitado en la época precolombina por los quimbayas principalmente, quienes trabajaban la cerámica desde el siglo I a. C.,y florecieron en lo que se llama el periodo tardío, que va desde el siglo VII hasta el XV, desarrollaron un recipiente ritual en el que se deposita cal llamado poporo, dicho objeto es una de las figuras indígenas más conocidas en Colombia y fue la primera pieza que el gobierno colombiano compra en función de recuperar y estudiar las culturas prehispánicas de la región. Alrededor de 1540 el conquistador Jorge Robledo, conoce la región y emprende la lucha con los indígenas de la región. Otros indígenas de la zona eran las arma, ansermas, pícaras, zopias, páucuras, y carrapas los cuales estaban en alto grado de desarrollo económico y social.

## Fundación
En 1834, el colonizador antioqueño Fermín López se establece en lo que hoy es Salamina posteriormente va al sur, a lo que hoy se conoce como Morro San Cancio. En 1842 Manuel María Grisales explora la región que hay entre Sonsón en Antioquia hasta Manizales, él y otros colonizadores como Antonio Ceballos, Joaquín Arango Restrepo y Marcelino Herrera Palacios alcanzan Morrogacho (sector Monumento Los Colonizadores o posición de actual Iglesia Nuestra Señora del Rosario en Chipre) y se establecen con sus familias en lo que hoy son los barrios La Francia y Chipre, un año más tarde exploran el Nevado del Ruiz y en 1847 se inicia la construcción del caserío
que se fundaría el 6 de julio del año siguiente; pero no es hasta el 12 de octubre de 1849 que se sanciona la Ordenanza para la fundación del municipio a manos del Gobernador Provincial de Antioquia, Jorge Gutiérrez de Lara, luego que se ejecutara La Expedición de los 20, una expedición colonizadora liderada por: Manuel María Grisales, José María Osorio, José María De La Pava, Antonio María Arango, Joaquín Arango, Victoriano Arango, Pedro Arango, José Pablo Arias, Silverio Buitrago, Antonio Ceballos, José María Correa, José Joaquín Echeverri, Nicolás Echeverri, Alejandro Echeverri, Esteban Escobar, Vicente Gil, Vicente Giraldo, Marcelino Palacios, Antonio Quintero y Benito Rodríguez.
En 1850 Manizales es erigida como Distrito Parroquial de Manizales y se inicia la construcción del camino del Ruiz. El 19 de enero inicia sesiones el primer Concejo Municipal, conformado por Julián Salazar, como presidente; Agustín Patiño en calidad de secretario y Antonio Ceballos, Pedro Palacios, Nepomuceno Franco y Vicente Gil. Nombran ad honorem: alcalde Antonio Ceballos; Juez, Antonio María Arango Restrepo y procurador municipal a Joaquín Arango.

## Finales delSigloXIX
En 1869, durante la administración de Alejandro Gutiérrez Arango se repartieron los solares y se entregaron los terrenos a los primeros pobladores de la ciudad, después de un largo y violento litigio contra la compañía González y Salazar, herederos de la Concesión Aranzazu, propietaria de los terrenos donde se construyó la mayoría de los pueblos del norte y del centro del departamento de Caldas. La ciudad pronto se convirtió en centro educativo y hacia 1880 era un centro industrial con cultura típica antioqueña en el que el café se constituía como base de la economía regional.
Adquirió importancia en las numerosas guerras civiles acaecidas en Colombia. Fue baluarte de la Antioquia conservadora y solo durante una ocasión fue ocupada por los liberales caucanos. De ahí que la ciudad recibiera el apodo de Nido de Águilas. El impacto de estos conflictos bélicos, paradójicamente, acrecentó su importancia como centro de comercio y comunicaciones.
Manizales en 1880 tenía 10 ingenios paneleros, ocho tejares, una fábrica de licor, dos tenerías para curtir, tres zapaterías, tres telares y cuatro talabarterías.

### Guerra civil (1860-1862)
La guerra civil, tuvo consecuencias bélicas sobre la ciudad, con el ánimo de invadir Antioquia que se hallaba en poder conservador por el sur, Mosquera con 3.000 hombres marcharon sobre Manizales vía Santa Rosa de Cabal, el presidente Ospina enterado de sus planes mandó tropas con el general Joaquín Posada Gutiérrez a hacerle frente.
El gobernador del Estado Soberano de Antioquia, Rafael María Giraldo organizó la tercera división del Ejército de la Confederación ordenada por el gobierno central para hacerle frente a Mosquera, nombrando como jefe al general Braulio Henao y a Posada Gutiérrez como comandante general; después del triunfo del general Mosquera en el combate de Las Guacas, llegó a la Aldea de María (Villamaría), e intentó un acuerdo de paz con Henao y Posada, pero estos se mostraron intransigentes ante la certeza del triunfo debido a lo bien fortificada que estaba Manizales, pues habían ubicado gran cantidad de soldados y cañones en sitios claves de la ciudad como en el alto de Chipre y en Olivares en la salida para Neira.
Mosquera entró por sorpresa la noche del 28 de agosto, presentándose un combate de más de ocho horas. En el sitio conocido como El Observatorio (actual barrio Chipre) Mosquera es derrotado y obligado a retroceder a la Aldea de María, viéndose obligado a llegar a un acuerdo. Al día siguiente celebró un convenio llamado la esponsión de Manizales, por el cual se comprometía a retirarse al Cauca, desarmar su ejército y entregar sus armas, mediante ciertas garantías que debería otorgarle el gobierno de la Confederación como amnistía general a los rebeldes y el anulamiento del decreto de desmembración del Estado Soberano del Cauca, sin embargo, tanto el presidente Ospina Rodríguez no aprobó expresamente ese arreglo (porque contaba con un ejército bien armado y disciplinado de 6.000 hombres) como el jefe revolucionario aprovechó la tregua para continuar mejorar su posición y preparase para atacar la capital.

### Guerra civil (1876-1877)
El general Trujillo después de haber ganado varias batallas, adquirió poder político y militar en el gobierno de los radicales y sus hombres se tomaron Manizales después de una serie de combates en sus alrededores. 
Poco tiempo después se llegó al Acuerdo de Manizales, con el triunfo del gobierno radical del presidente Parra y de las fuerzas gubernamentales comandadas por el general Trujillo. En 1877 fue nombrado Jefe Civil y Militar y presidente del Estado Soberano de Antioquia, con el fin de dominar esa región conservadora. Con este hecho se dio por terminada la contienda militar.

## SigloXX

### Manizales como capital
La ciudad desde su fundación, se fue convirtiendo en una ciudad importante, debido a su rápido crecimiento Manizales se convirtió en la segunda ciudad de Antioquia, después de Medellín, la ciudad se había convertido en la capital del departamento sur del Estado Soberano de Antioquia en 1865, hasta 1886 cuando Antioquia pasó de ser un estado soberano a un departamento, debido a esto Manizales volvió a ser otra de las ciudades del vasto territorio que componía dicho departamento, a principios del siglo XX, la crisis económica surgida a causa de la Guerra de los Mil Días y la separación de Panamá llevó al gobierno de Rafael Reyes a realizar varias reformas administrativas que llevaron a una reorganización político administrativa profunda del país. De estas reformas surge la ley del 11 de abril de 1905, que segrega las provincias Sur de Antioquia y las provincias de Robledo y Marmato del Cauca, creando así un nuevo departamento con el nombre de Caldas y con capital en Manizales.
En 1966 el Viejo Caldas se dividió dando origen a los tres departamentos actuales, Risaralda con capital Pereira, Quindio con Armenia como su capital y el actual departamento de Caldas con Manizales como su capital.

### Incendios
- El 19 de julio de 1922, se presentó el primer incendio de grandes proporciones, a las tres de la mañana, en un depósito de velas de parafina, que funcionaba en la actual calle 20 entre carreras 20 y 21, propiedad de Joaquín Gómez Botero, enseguida funcionaban los talleres del diario La Patria los cuales fueron consumidos por el fuego, igualmente la prestigiosa casa alemana. El incendio destruye toda la manzana, la cual en esa época estaba ubicada entre las calles 14 y 15 y las carreras 10 y 11.Luego las llamas saltaron a la acera del frente hoy carrera 21 entre calles 19 y 20, consumiendo gran parte de los locales comerciales y viviendas allí ubicados, destacándose el salón Olimpia que era una de las principales salas de espectáculos. Para poder controlar el feroz avance de las llamas, fue necesario destruir varias viviendas, logrando controlar el incendio hacia las nueve de la mañana.
- El 3 de julio de 1925, ocurrió el segundo y más pavoroso incendio, se inició en la Droguería Andina situada donde actualmente funciona Bancolombia, carrera 22 con calle 21, Los materiales inflamables que tenían almacenados en el sitio, avivaron las llamas con tal rapidez que en pocos minutos todo el centro de la ciudad quedó envuelto por las llamas, en total fueron 32 manzanas calcinadas por la acción devastadora del fuego. Como la ciudad no contaba con elementos para la extinción del fuego y había poca agua, fue necesario utilizar dinamita para controlar el fuego que arremetía contra la ciudad. El incendio destruyó las actuales carreras 20, 21, 22, 23. y 24 entre calles 23 y 17 salvándose únicamente la catedral de madera, la alcaldía y una manzana del centro de la ciudad.

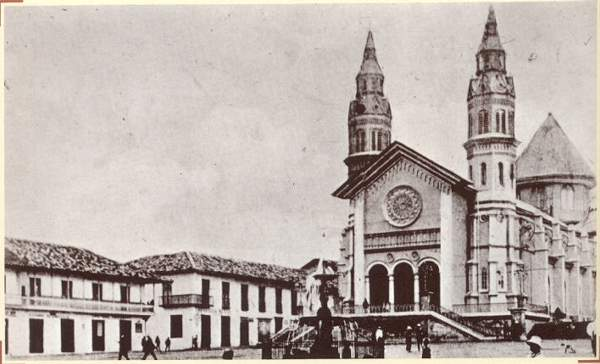
Primera catedral de Manizales, destruida por el incendio del 20 de marzo de 1926.

- El 20 de marzo de 1926, se presentó el tercer incendio aproximadamente a las cinco de la mañana, donde queda actualmente la carrera 22 con calle 23 esquina y donde en ese entonces funcionaba el Centro Social, quemándose dos manzanas y la Catedral. Para este incendio la ciudad ya contaba con un Cuerpo de Bomberos el cual había sido instalado el 12 de octubre de 1925, pero todavía no contaba con los elementos necesarios para su labor. Una de las labores destacadas de los bomberos en esta actuación fue el rescate de los planos de la catedral.

#### Consecuencias
En Manizales, a raíz de los devastadores incendios de 1925 el gobierno contrata la asesoría de los capitanes Juan Antonio Guizado y Ernesto Arozemena, traídos de la ciudad de Panamá, para crear el Cuerpo de Bomberos, siendo instalado oficialmente por el decreto 023 del 1 de noviembre de 1925.
La ciudad también tuvo que ser remodelada, muchos edificios históricos se perdieron en estos incendios.

### Actividad Sísmica
- 1900-1926. los cincuenta años de fundada Manizales, el 1 de enero de 1900 a las 7:00 a. m., se registró un movimiento telúrico de mediana intensidad y cuyo epicentro se estimó en Santafé de Bogotá. El 31 de enero de 1906 a las 11:35 a. m., se sintió un fuerte terremoto en Manizales, el cual causó graves daños; su epicentro se registró en Tumaco que resultó totalmente destruido; su duración se estimó de cinco minutos y su magnitud tal que se ha catalogado como uno de los seis más fuertes en toda la historia sísmica del planeta y que fue sentido en un perímetro de 300.000 kilómetros a la redonda. El 11 de marzo de 1918 a las 11:25 a. m., se sintió un terremoto de mediana intensidad y cuyo epicentro se registró en la población de Armero, departamento del Tolima. El 14 de diciembre a las 5:31 p. m., se registró un fuerte terremoto con intensidad 6 y cuyo epicentro correspondió a Funes departamento de Nariño. Corrían ya los 75 años de fundada Manizales, cuando el jueves 23 de julio de 1925 a las 11:13 a. m., se sintió un fuerte terremoto en la ciudad destruida por los incendios, el cual no causó ya más daños de los que había pero sí causó mucho pánico en la población. Una semana después, el viernes 31 del mismo mes, a las 3:40 p. m., se presentó otro sismo de las mismas características que el anterior; en ambos casos el epicentro se estableció en Carru, departamento de Chocó.

- 1926-1960. El 4 de febrero de 1938 a las 9:24 p. m. se registró uno de los sismos más fuertemente sentido en Manizales a lo cual se le denominó el "Sismo del Gran Caldas", se estimó su magnitud de 6,7; Chardon, 2001), destruyendo y averiando muchas edificaciones y negocios, causando la muerte de al menos una persona en Manizales y por lo menos 40 heridos, varios incendios, daños en el acueducto y pánico en general; de no haberse tenido en la ciudad aún muchas viviendas de bahareque al estilo temblorero modernizadas, las pérdidas hubieran sido mayores; la ciudad experimentó un cambio abrupto de temperatura antes de la ocurrencia del terremoto; se registraron por lo menos dos muertos y contusos. El 1 de abril de 1950 a las 11:48 a. m., se registró un fuerte movimiento sísmico que no reportó averías de consideración y cuyo epicentro se asignó a Condoto en el departamento de Chocó. Posteriormente, el jueves 12 de enero de 1956 a las 2:45 p. m., se sintió un leve movimiento telúrico de 3.5 grados de magnitud y que no causó percances en la ciudad, su epicentro se registró en la vecina población de Villamaría.

- 1960-1979. El 20 de diciembre de 1961 a las 8:25 a. m., se registró un fuerte terremoto (magnitud estimada: 6,1; Chardon, 2001) el cual causó muchas averías en un importante número de edificaciones, en especial la Catedral Basílica de Manizales que había sido reconstruida en 1939. El epicentro se asignó a la población de Circasia en el departamento del Quindío. Los mayores destrozos por los movimientos sísmicos se registraron el lunes 30 de julio de 1962 a las 3:22 p. m., considerado como el más violento terremoto ocurrido en la ciudad en el presente siglo (magnitud estimada:6,5; Chardon, 2001), graves daños en un número significativo de edificaciones, especialmente la catedral perdió una de sus torres la cual al caer causó graves destrozos en las construcciones vecinas. El viernes 6 de abril de 1964 a las 11:07 a. m., se sintió un movimiento sísmico de regular intensidad correspondiente a una magnitud de 4.1 grados, el cual no reportó daños en la ciudad, su epicentro se registró en Riosucio departamento de Caldas. El sábado 16 de marzo a las 10:10 a. m., se registró un sismo de intensidad apreciable, 4.6 grados de magnitud y cuyo epicentro se estableció al sureste de la ciudad y no reportó novedad alguna. Para la celebración del los 125 años el jueves 2 de enero de 1975 a las 3:12 a. m., se presentó un sismo de intensidad moderada. El viernes 23 de noviembre de 1979 a las 6:40 p. m., se registró un terremoto de fuerte intensidad con magnitud 6.1 grados (magnitud estimada: 6,3; Chardon, 2001) cuyo epicentro estuvo en Santander y se sintió en gran parte del territorio nacional; los daños en la ciudad fueron cuantiosos especialmente en la zona oriental y a lo largo de la cuchilla definida por la avenida Santander; resultaron por lo menos 5 muertos y varios heridos, el pánico fue general. A los pocos días, el miércoles 12 de diciembre a las 3:02 a. m., se sintió otro terremoto que causó algunos daños menores, su epicentro fue en Tumaco, departamento de Nariño, población que resultó semidestruida. Su magnitud se estimó en 4,8 grados y se sintió en parte del territorio nacional.

### La Modernización
Manizales se había convertido ya en un importante centro económico del país, debido al café se necesitaba una mejor conexión con las ciudades y puertos importantes del país, debido a esto se construyeron el Ferrocarril de Caldas y el Cable Aéreo que llegaba hasta Mariquita de donde podía navegar los productos por el Río Magdalena.

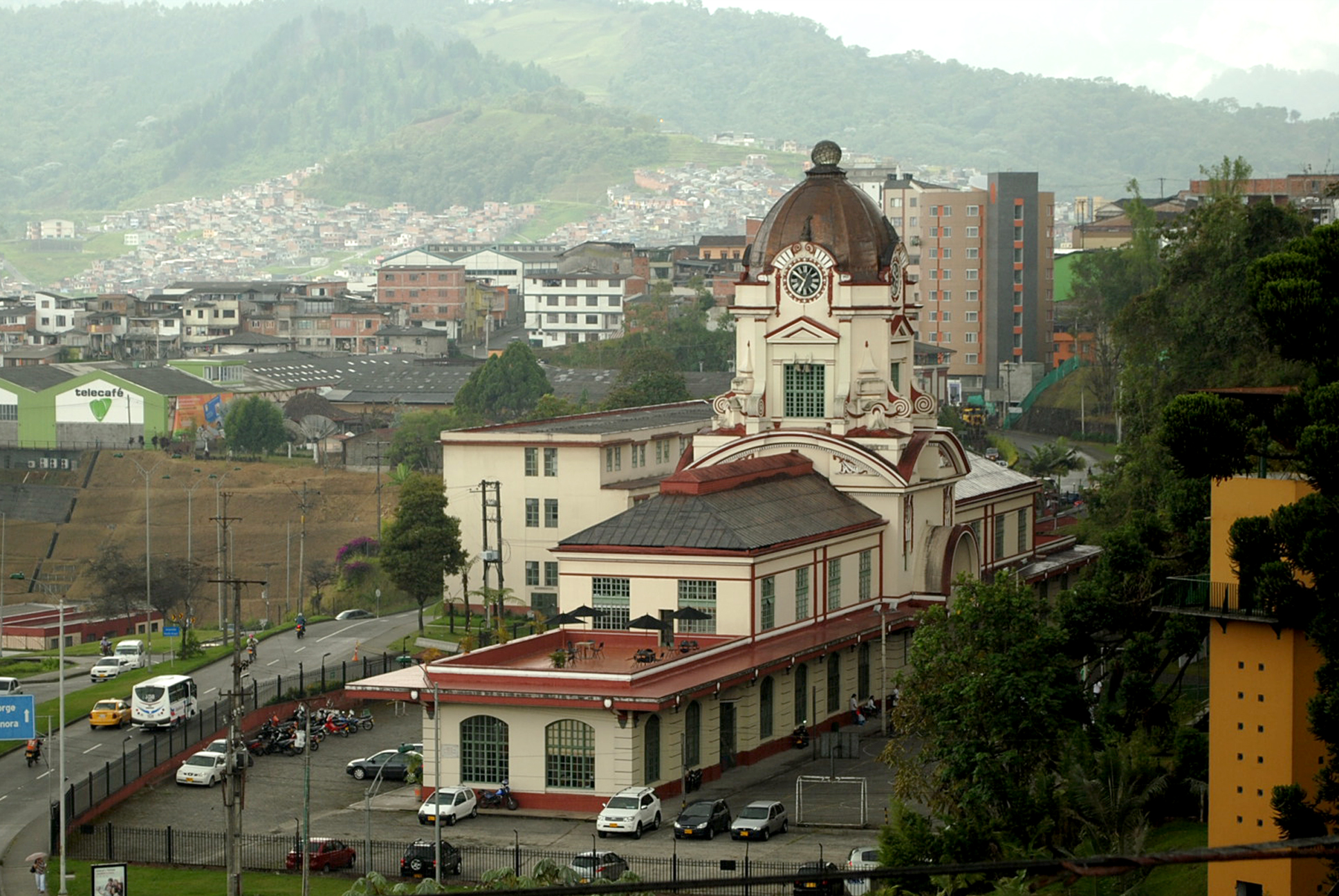
Antigua estación del Ferrocarril de Caldas, actualmente sede de la Universidad Autónoma de Manizales.

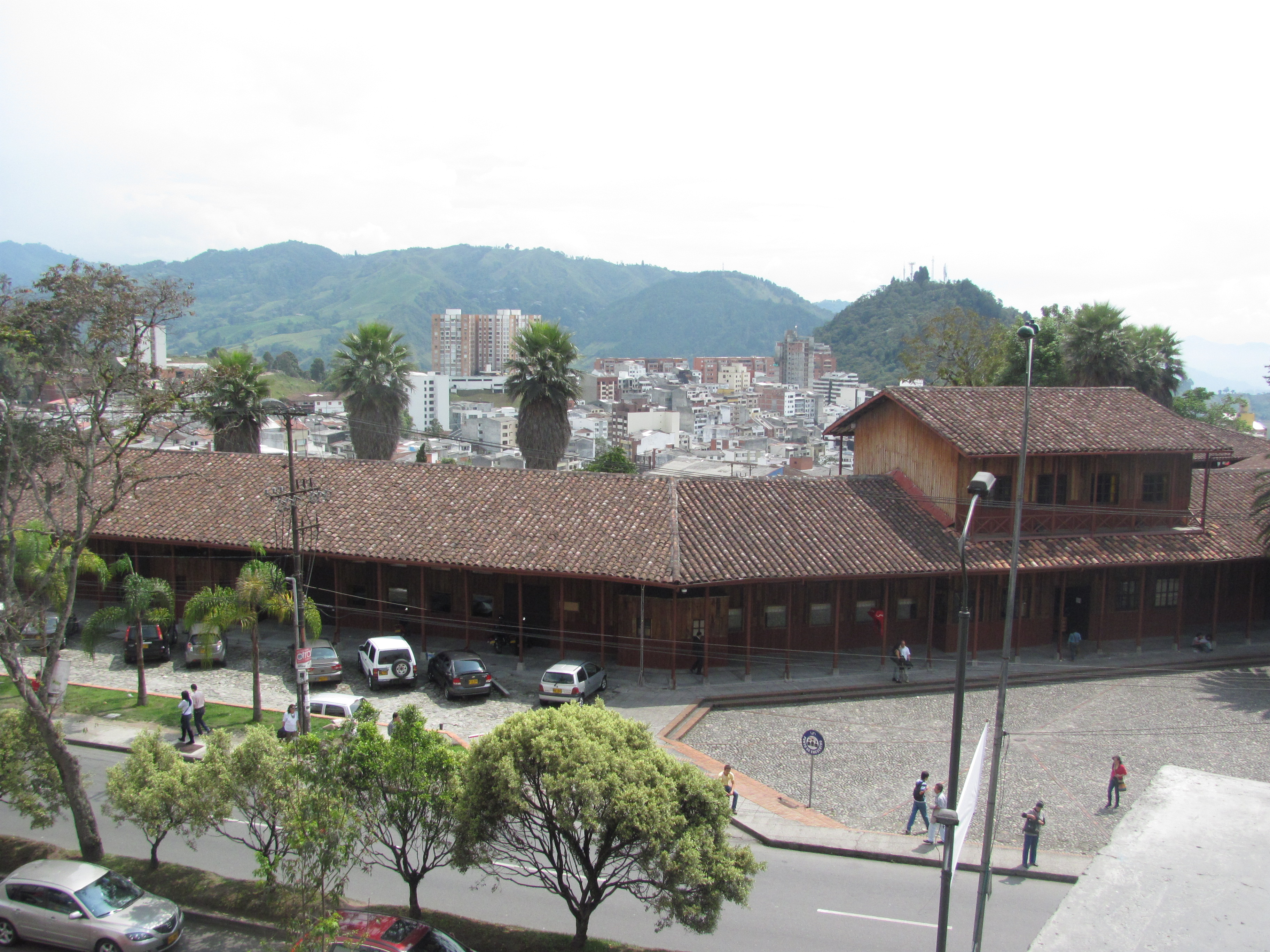
Antigua estación la Camelia del Cable Aéreo Manizales - Mariquita, actualmente sede de la escuela de arquitectura de la Universidad Nacional de Colombia.

#### Ferrocarril de Caldas
Se inició en 1915 para conectar Puerto Caldas, un pequeño caserío sobre la desembocadura del río La Vieja en el Cauca, con la ciudad de Manizales, ya que desde este puerto se transportaría en barcos de Vapor hasta Cali y de allí a Buenaventura, el ferrocarril se fue completando lentamente por tramos debido a los estudios y al capital, en 1919 llegó a Villegas, de aahi se fue a Pereira, que para 1927 ya quedaba comunicada con Manizales, Cartago, Santa rosa de Cabal, Dosquebradas, Chinchiná y Villamaria, simultáneamente el Departamento de Caldas construyó otro tramo hasta Armenia, pasando por Quimbaya, Ulloa, Alcala y Montenegro; el ferrocarril logró comunicar a Manizales con estos importantes centros económicos ayudando al crecimiento económico del país.
En 1959, quedó desconectada con la red ferroviaria debido a una turbia furiosa que arrancó los rieles en Pereira, simultáneamente el ferrocarril fue abandonado.
En Manizales se construyó la importante y más hermosa estación del ferrocarril construida en 1927, fue declarada monumento nacional en 1984 es actualmente sede de la Universidad Autónoma de la ciudad.

#### Cable Aéreo Manizales - Mariquita
El cable aéreo, fue iniciativa del inglés Frank Koppel, para el transporte de los productos de la ciudad hasta el puerto de Mariquita, sobre el río Magdalena, ayudando así al crecimiento económico de la ciudad y la región.
Iniciada el 2 de septiembre de 1913 en mariquita a cargo de la firma inglesa The Manizales Ropeways Limited constituida para este único propósito; concluyó la obra en 1921, siendo inaugurada un año después, en Manizales donde se encontraba la estación principal construida por el Neozelandés James Ferguson Lindsay; el cable funcionó hasta 1961, fue desmantelado para usos industriales.
Gracias al cable se impulsó la economía no solo de Manizales, si no de los distintos pueblos por los cuales pasaba esta obra de ingeniería como Fresno, Padua, Herveo y por supuesto Mariquita, ya que se llegaba a transportar 10 toneladas de café por hora.

## SigloXXI
El 4 de diciembre del 2003, a causa de lluvias y otros factores ocurre un deslizamiento en el barrio La Sultana una zona que no había sido calificada como de alto riesgo sufrió la más catastrófica tragedia a nivel urbano con un saldo de 16 vidas, en marzo del mismo año ya se había presentado un caso similar con una precipitación de 145,6 mm en 4 a 5 horas causó más de 150 deslizamientos en zonas perimetrales de la ciudad causando pérdidas humanas, económicas y ambientales; en octubre una nueva precipitación cercana a 100mm, lluvias acumuladas superiores a 200mm causa nuevamente grandes pérdidas concentradas en el sector occidental de la ciudad, con más de 100 deslizamientos más profundos que los de marzo.
Debido a los deslizamientos ocurridos en el 2003, provocaron un cambio en la gestión de riesgo de la ciudad. El 10 de julio del 2005, se evidencia una de las mayores precipitaciones registradas históricamente en Manizales, 150mm en horas causando concentración de daños al occidente en Bosconia dejando 9 muertos, este desastre es visitado por el presidente en aquel entonces Álvaro Uribe; al año siguiente, en diciembre de 2006 un deslizamiento en la vereda El Arenillo es catalogada como la de mayor dimensión a nivel urbano, en 2007 se produce un deslizamiento de grandes magnitudes en Altos de Capri, Solferino y La Cumbre por lluvias acumuladas extraordinarias mayores a 400mm en 25 días dejando una persona muerta y grandes recorridos
de la masa fallada, en noviembre de 2008 una lluvia aislada de 110mm y la lluvia acumulada extrema de 600mm, concentran daños en el oriente también causando fenómenos de transporte en masa (flujos de lodo), como consecuencia afectan la infraestructura de servicios.

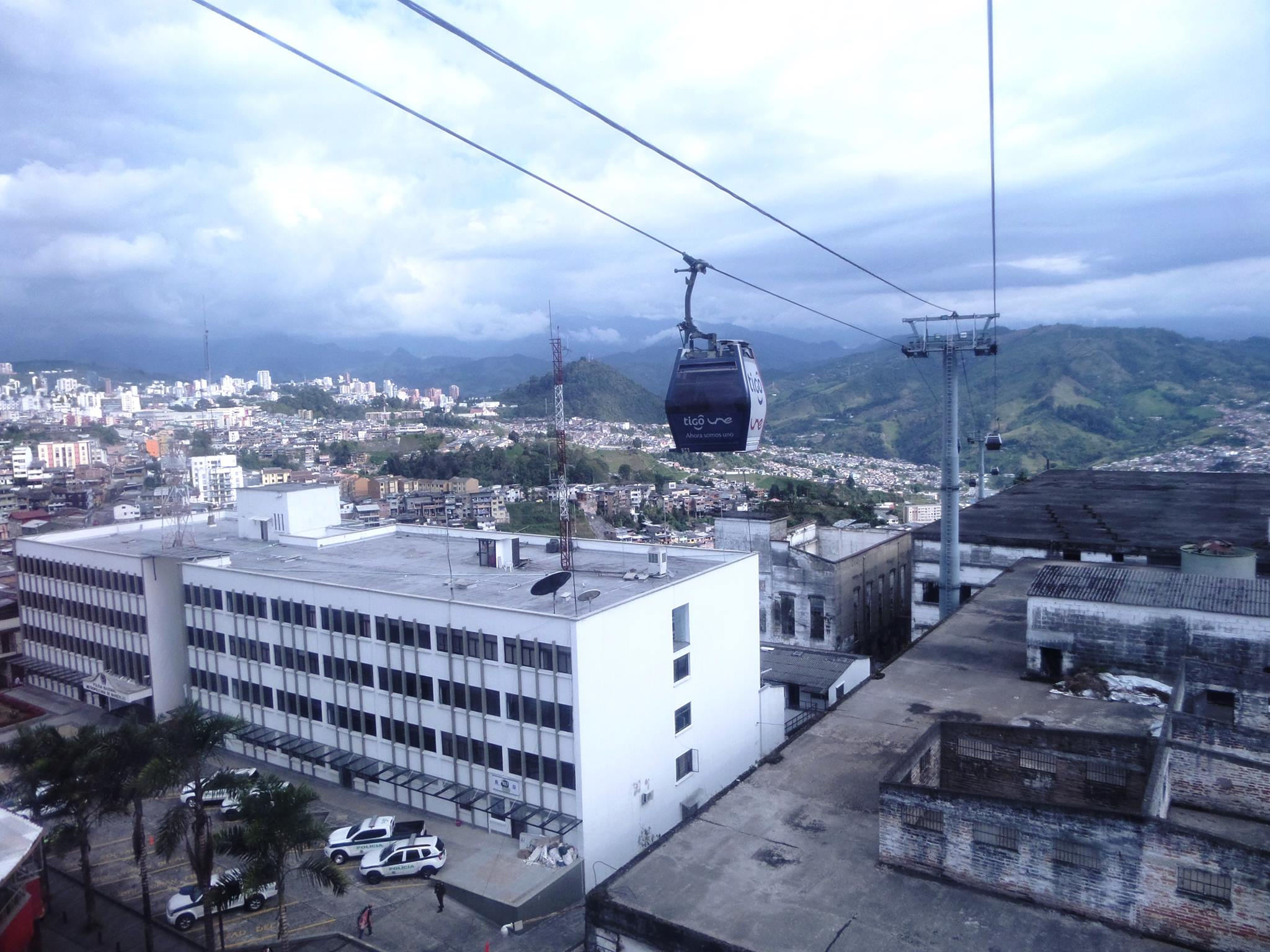
Cable aéreo de la ciudad.

### Cable Aéreo de Manizales
Luego de varios años de estudios, el 26 de diciembre de 2006, inicia el Proceso de Contratación, posteriormente el 7 de marzo de 2008, iniciaría la construcción de la línea Los fundadores - Los cambulos, que conectaría el centro de la ciudad con el Terminal de Transportes de Manizales, paralelamente en construcción, finalmente el 30 de octubre de 2009, es inaugurada la obra; el 4 de enero de 2014 es inaugurada la línea Los Cambulos-Villamaria, conectando los municipios de Manizales y Villamaria.

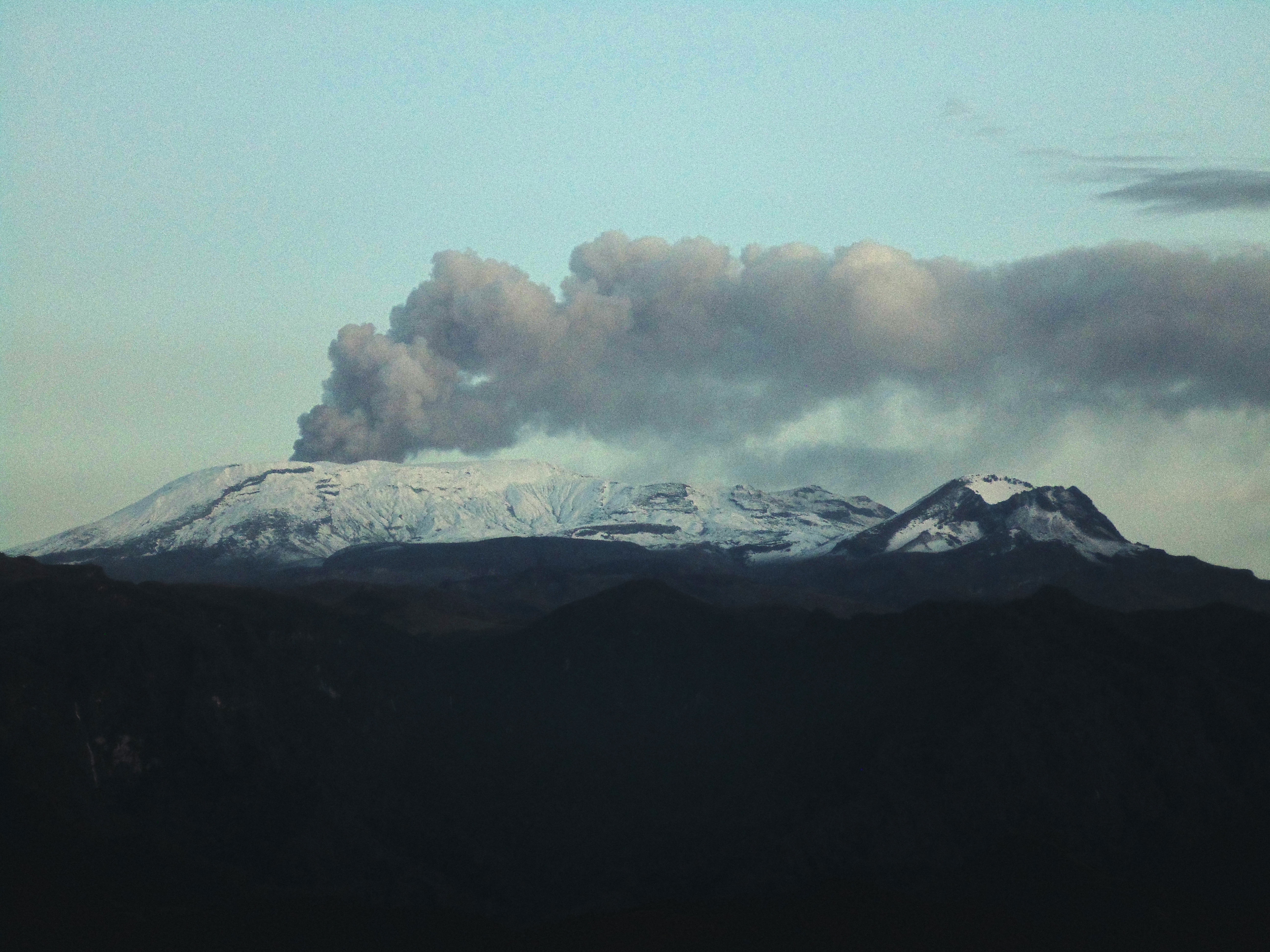
Emisión de ceniza del Nevado del Ruiz en el 2013, actualmente se evidencia este comportamiento, siendo constante la caída de ceniza en la ciudad.

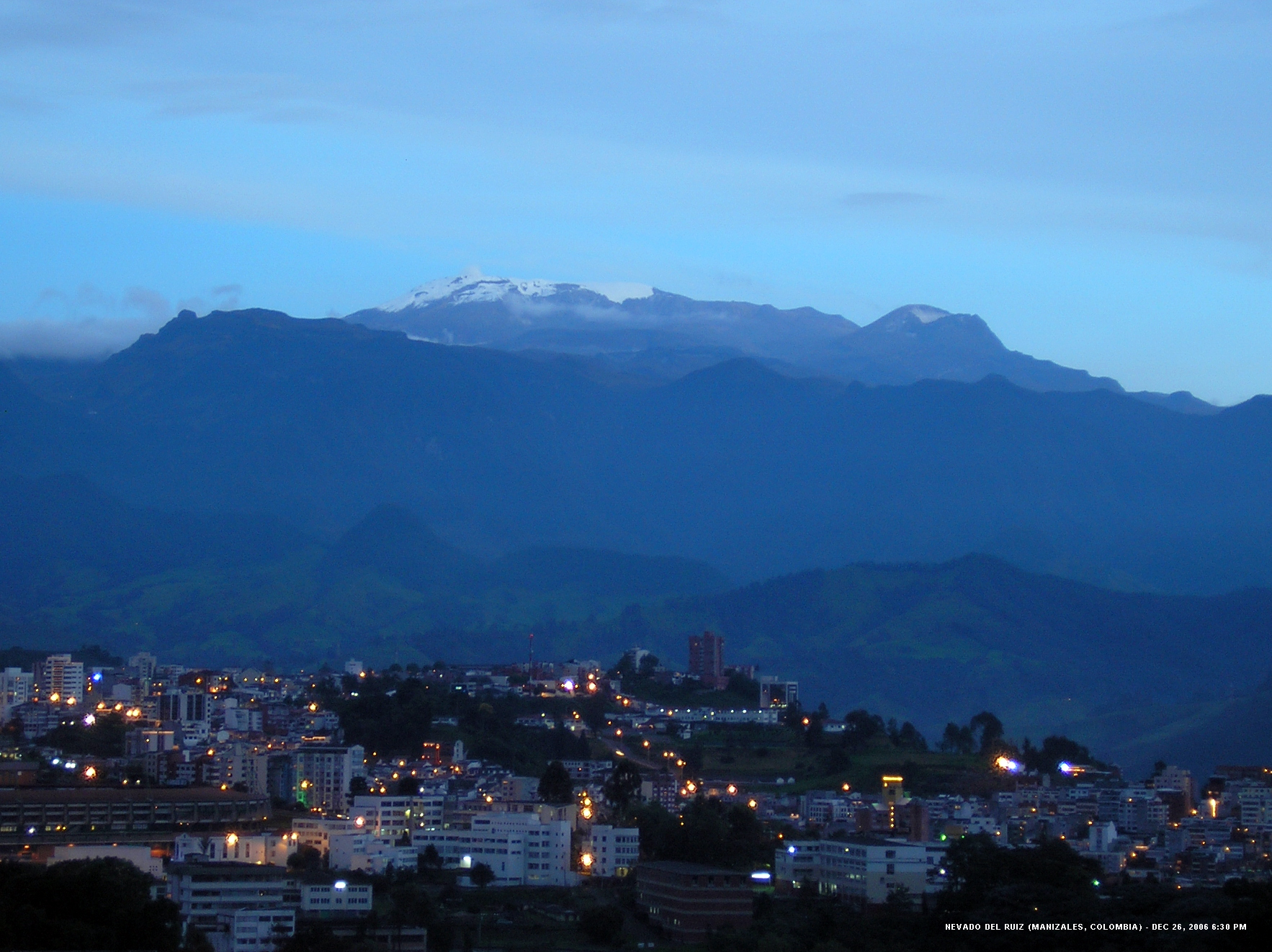
El Nevado del Ruiz visto desde la ciudad.

### Actividad Volcánica
En abril de 2012, el volcán Nevado del Ruiz aumentó su actividad sísmica, a principios de marzo del 2012 se da un pulso inicial de emisión de ceniza volcánica asociada al tremor volcánico, la ceniza emitida tuvo un volumen de 1.340.000 metros cúbicos; hasta el día 8 de junio de 2012 sigue cayendo ceniza de manera irregular, motivo por el cual la aeronáutica civil, cerró el aeropuerto La Nubia de la ciudad y restringió el tráfico aéreo en algunas zonas del país como medida de prevención.
El sábado 30 de junio del 2012 salió un pito enorme, a las 5:40 p. m. hora local; fue una erupción de gases y cenizas y no afectó al caudal de los ríos, colocándose al volcán en alerta roja. El día 1 de julio se pasó de alerta roja a naranja nuevamente por posible nueva erupción en días o semanas; actualmente el volcán sigue en actividad constante, emitiendo ceniza la cual afecta mayormente a la ciudad.

### Tragedias
- El 4 de diciembre de 2003, a las 2 de la tarde, 15 mil metros cúbicos de tierra que se desprendieron de la montaña a un costado de la calle 68 entre carreras 9 Y 9A, acabó con la vida de 16 personas en el barrio La Sultana de Manizales.
- El 5 de noviembre de 2011 se produce un alud en el barrio Cervantes, a consecuencia de las lluvias torrenciales que azotan el país. Se estima que murieron cerca de medio centenar de personas. El Instituto de Hidrología, Meteorología y Estudios Ambientales (Ideam) dice que este hecho es consecuencia del fenómeno de La Niña.11 Sin embargo, meses más tarde, investigaciones arrojan resultados sobre este desastre, culpando a la empresa Aguas de Manizales, prestadora del servicio de acueducto en la ciudad, de la culpable de la tragedia por un tubo roto bajo la ladera derrumbada.
- El 18 de abril de 2017 se produce un alud en Manizales causando la muerte a varias personas por derrumbamientos de casas.[6]

Fuente: